# Quader
Quaderne var en svebisk folkestamme under germanerne. De blev beskrevet af romerne første gang i 8-6 f.Kr., hvor de kort nævnes af Tacitus i hans bog Germania. De var bosat i det nuværende Mähren. Quaderne indgik i et forbund med markomannerne og deltog i Markomannerkrigene i 166-180 mod romerne. Krigene endte med romernes sejr over germanerne og kejser Commodus bar efter den indgåede fred tilnavnet "Germanicus Maximus".
Quaderne besejrede sammen med andre germanere hunnerne i Slaget ved Nedao i 454. Herefter går man ud fra, at quaderne har blandet sig med de øvrige germanske folkeslag, primært Langobarderne. En del af quaderne blev i det 5. århundrede kendt som donausvebere og blev en del af alemannerne. Andre quader vandrede over Pyrenæerne og bosatte sig i Galicien og det nordlige Portugal.

## Kuriosum
I spillefilmen Gladiator med bl.a. Russell Crowe og Joaquin Phoenix foregår filmens første slag mod quaderne.